# برند (إيران)
برند هي مدينة في مقاطعة رباط كريم، إيران. عدد سكان هذه المدينة هو 97,464 في سنة 2016.